# كوماند أند كنكر: ريد أليرت 3
كوماند أند كنكر: ريد أليرت 3 (بالإنجليزية: Command & Conquer: Red Alert 3)‏ هي لعبة فيديو وهي متوفرة على أجهزة ويندوز . اللعبة من تطوير دينجر كلوز جيمز وهي من نشر إلكترونيك آرتس.

## روابط خارجية
- كوماند أند كنكر: ريد أليرت 3 على موقع IMDb (الإنجليزية)